# Zamek hiszpański
Zamek skałkowy typu hiszpańskiego (hiszpańsko- mauretański, śródziemnomorski, miquelet) - odmiana zamka skałkowego, rozpowszechnionego w krajach śródziemnomorskich. Był kolejnym etapem ewolucji zamka niderlandzkiego stosowanego w Europie Północnej. Charakteryzował się krzesiwem połączonym z pokrywą           panewki oraz silną sprężyną główną umieszczoną po zewnętrznej stronie blachy zamkowej. Występował w dwóch odmianach:
- włoskiej - alla romana
- hiszpańskiej - alla catalana

## Bibliografia

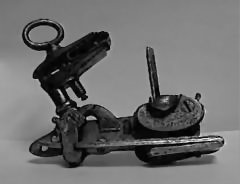
Zamek miquelet